# Porslinstallriken
Porslinstallriken (engelska: The China Plate) är en amerikansk animerad kortfilm från 1931. Filmen ingår i Silly Symphonies-serien.

## Handling
En gammal porslinstallrik kommer till liv och berättar en saga om två barn, en pojke och en flicka som upplever en rad äventyr.

## Om filmen
I filmen spelas ett flertal klassiska stycken av olika kompositörer.

## Rollista
Trots att filmen är en stumfilm förekommer röster som görs av Walt Disney själv och Marcellite Garner.